# Frank Clague

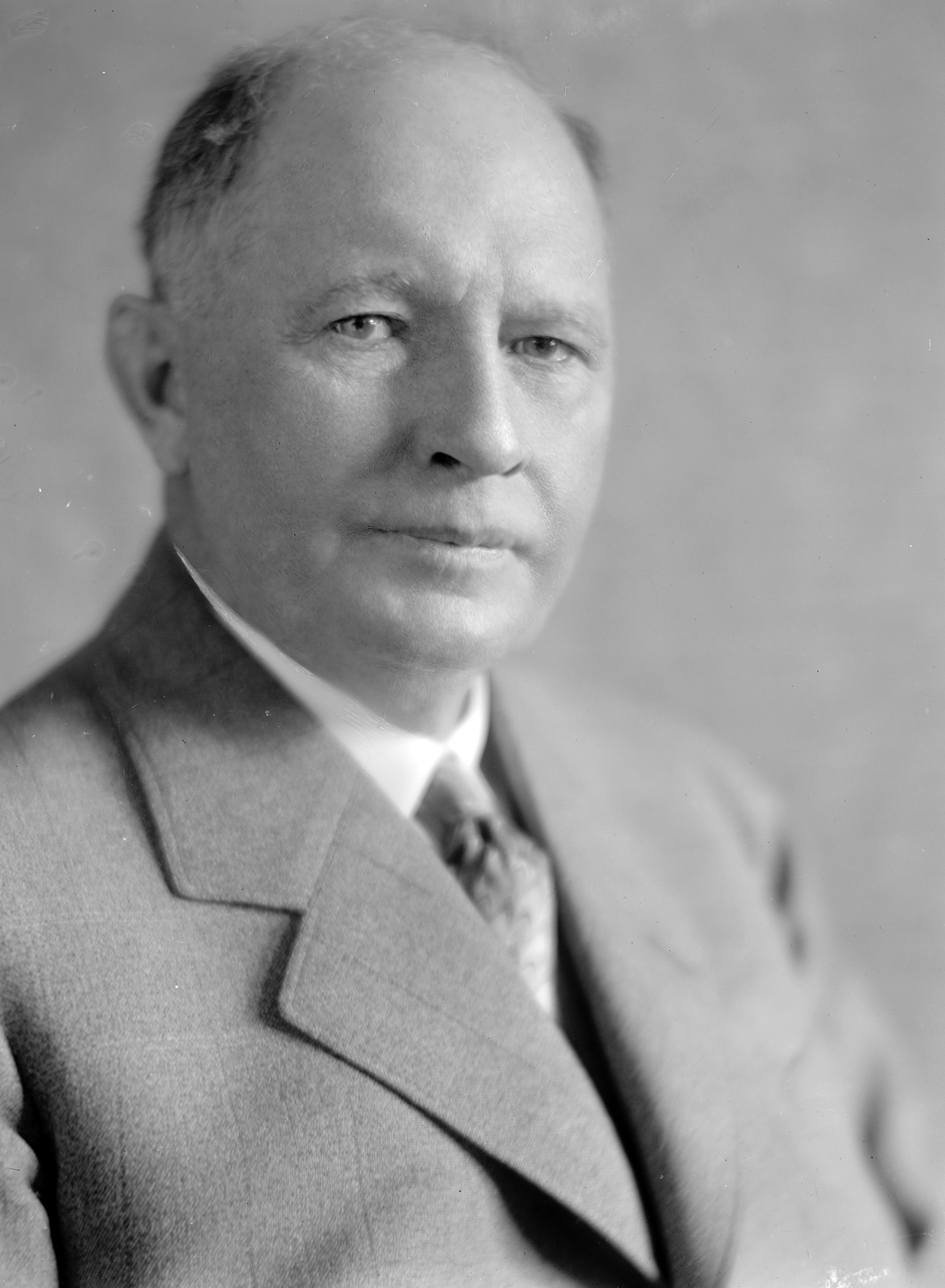
Frank Clague

Frank Andrew Clague (* 13. Juli 1865 in Warrensville, Cuyahoga County, Ohio; † 25. März 1952 in Redwood Falls, Minnesota) war ein US-amerikanischer Politiker. Zwischen 1921 und 1933 vertrat er den Bundesstaat Minnesota im US-Repräsentantenhaus.

## Werdegang
Frank Clague besuchte die öffentlichen Schulen seiner Heimat und zog im Jahr 1881 nach Minnesota. Dort besuchte er zwischen 1882 und 1885 die State Normal School in Mankato. Von 1886 bis 1890 war er in Springfield als Lehrer tätig. Nach einem anschließenden Jurastudium und seiner im Jahr 1891 erfolgten Zulassung als Rechtsanwalt begann er in Lamberton in seinem neuen Beruf zu arbeiten. Zwischen 1895 und 1903 war Clague Bezirksstaatsanwalt im Redwood County.
Politisch wurde Clague Mitglied der Republikanischen Partei. Zwischen 1903 und 1907 saß er als Abgeordneter im Repräsentantenhaus von Minnesota; ab 1905 war er dessen Präsident. In den Jahren 1907 bis 1915 gehörte Clague dem Staatssenat an. Außerdem war er von 1919 bis 1920 als Richter im neunten Gerichtsbezirk von Minnesota tätig.
Bei den Kongresswahlen des Jahres 1920 wurde er im zweiten Wahlbezirk von Minnesota in das US-Repräsentantenhaus in Washington, D.C. gewählt, wo er am 4. März 1921 die Nachfolge von Franklin Ellsworth antrat. Nach fünf Wiederwahlen konnte er bis zum 3. März 1933 sechs zusammenhängende Legislaturperioden im Kongress absolvieren. Kurz vor Ende seiner letzten Amtszeit wurde dort der 20. Verfassungszusatz verabschiedet, der den Beginn der Amtszeiten des Kongresses und des Präsidenten von März auf Januar vorverlegte, um den Abstand zwischen den Wahlen im November und dem Amtsbeginn zu verkürzen.
Im Jahr 1932 verzichtete Frank Clague auf eine weitere Kandidatur. In den folgenden Jahren praktizierte er wieder als Anwalt. Außerdem wurde er in der Landwirtschaft tätig. Seinen Ruhestand verbrachte er in Redwood Falls, wo er am 25. März 1952 auch verstarb. Er war mit Stella P. Clague (1868–1958) verheiratet.